# Edgard Piccoli
Edgard Wilson Piccoli Júnior (Campinas, 20 de maio de 1965) é um apresentador, músico e radialista brasileiro.
É proprietário da DosDois Produções Artísticas e apresentador do podcast "Trago Boas Notícias".

## Carreira
Fez o curso de Publicidade e Propaganda na PUC-Campinas, entre 1985 e 1988.
Iniciou sua carreira como radialista na Rádio Bandeirantes Campinas em 1981 atuando como locutor/apresentador, permanecendo nesta emissora por 5 anos. Após esse período em Campinas, foi contratado pela rádio 89 FM de São Paulo, emissora focada no segmento rock, na qual por 8 anos desenvolveu trabalhos como produtor, redator e editor além da atuação como locutor.
Como apresentador de televisão, trabalhou na MTV de 1992 até o início de 2006, apresentando programas em vários segmentos como o Palco MTV, Jornal da MTV, UltraSom, Nação MTV, Fanático MTV, entre outros.
Realizou importantes entrevistas nacionais e internacionais para essa emissora, entre as quais: Ozzy Osbourne, Red Hot Chilli Peppers, Pearl Jam, R.E.M., Beck, Neil Young, Foo Fighters, White Stripes, Oasis, Beyoncé, Britney Spears, Mariah Carey, Cristina Aguilera, Alanis Morissette, Gilberto Gil, Caetano Veloso, Marisa Monte, Titãs, Paralamas do Sucesso, Barão Vermelho, Skank, Lulu Santos, Jota Quest, Vanessa da Mata, Milton Nascimento, entre tantas outras. 
A partir do ano de 2006 e até 2010, fez parte da equipe do canal Multishow, da operadora a cabo Globosat, pertencente às Organizações Globo. Neste período, apresentou os programas Circo do Edgard (2006-2009), Edgard no Ar (2009) e Experimente (2009-2010). Também, foi responsável pelas ancoragens dos principais eventos do canal e também pelas entrevistas nacionais e internacionais: Radiohead, Oasis, Macy Gray, Rita Lee, Ivete Sangalo, Nx Zero e Capital Inicial. 
Em 2010, Edgard foi contratado pela Band para apresentar o Reality Show, Busão do Brasil, inspirado em um formato da Endemol. Em 2011, o contrato foi rescindido. 
De 2012 até 18 de maio de 2020, trabalhou na Rádio Jovem Pan, no programa Jovem Pan Morning Show, de onde pediu demissão após desgastes pessoais.
Desde 2013, apresenta um canal no YouTube, chamado Sala de Som, onde ele recebe bandas em sua casa para apresentarem suas músicas.
Em abril de 2021, passa a apresentar o podcast do UOL chamado "Trago Boas Notícias".

## Vida Pessoal
É casado com a artista plástica Teca Guimarães e pai de quatro filhos: Mariana, João e as gêmeas Julia e Gabriela.

## Filmografia
| Ano     | Título                        | Cargo        | Emissora          |
| ------- | ----------------------------- | ------------ | ----------------- |
| 1995–98 | Palco MTV                     | Apresentador | MTV Brasil        |
| 1994–99 | Ponto Zero MTV                | Apresentador | MTV Brasil        |
| 1994–98 | Grande Hora MTV               | Apresentador | MTV Brasil        |
| 1999    | UltraSom MTV                  | Apresentador | MTV Brasil        |
| 1998–00 | Suor MTV                      | Apresentador | MTV Brasil        |
| 1999–03 | Nação MTV                     | Apresentador | MTV Brasil        |
| 2000–01 | Contato MTV                   | Apresentador | MTV Brasil        |
| 2003    | Casa da Praia MTV             | Apresentador | MTV Brasil        |
| 2003–04 | Jornal da MTV                 | Apresentador | MTV Brasil        |
| 2004    | Garagem MTV                   | Apresentador | MTV Brasil        |
| 2004–06 | Fanático MTV                  | Apresentador | MTV Brasil        |
| 2006–08 | Circo do Edgard               | Apresentador | Multishow         |
| 2009    | Edgard no Ar                  | Apresentador | Multishow         |
| 2009–10 | Experimente                   | Apresentador | Multishow         |
| 2010    | Busão do Brasil               | Apresentador | Rede Bandeirantes |
| 2015    | Almanaque das Trilhas Sonoras | Colunista    | TV Gazeta         |

## Rádio
| Ano     | Título                 | Cargo        | Rádio                       |
| ------- | ---------------------- | ------------ | --------------------------- |
| 1981–86 | Jornal Band Campinas   | Apresentador | Rádio Bandeirantes Campinas |
| 1986–94 | Top20                  | Apresentador | 89 FM A Rádio Rock          |
| 2004    | Garagem da Mix         | Apresentador | Mix FM                      |
| 2012–20 | Jovem Pan Morning Show | Apresentador | Jovem Pan                   |